# Relations entre la Biélorussie et la Moldavie
Les relations entre la Biélorussie et la Moldavie sont établies en 1992 peu de temps après leur indépendance. Les deux États sont d'anciennes républiques membres de l'URSS. Le Belarus a une ambassade à Chișinău tandis que la Moldavie a une ambassade à Minsk.